# Spelobia brevipteryx
Spelobia brevipteryx är en tvåvingeart som beskrevs av Marshall 1985. Spelobia brevipteryx ingår i släktet Spelobia och familjen hoppflugor. Inga underarter finns listade i Catalogue of Life.